# 処女検査
処女検査(英語：Virginity test)とは、女性が処女であるか否かを確認する検査である。

## 概要
検身の過程として、具体的には体腔検査で膣を検査して処女膜の有無を確認する手法で行われる。
しかしながら、それらの手法での検査によって処女か否かを確認する事は実際には不可能で、非科学的であり医学的根拠はないとされる。
また、検査自体が女性に対する暴力であり、非倫理的であると人権団体や国際機関によって主張されており、国際連合人権理事会、国連女性機関(UN Women)、世界保健機関は検査を廃止するよう世界に求めている。

### 二本指検査
二本指検査(Two-finger test)はその名称の通り、二本指を使用して行う処女検査である。二本指を女性の膣に指を挿入して処女膜の有無の他、膣の筋肉の弛緩を調べる事で検査を行う。これは、女性が「性交に慣れている」か否かを判断する為とされている。しかし、膣の弛緩と処女膜の欠如の両方が他の要因によって引き起こされる可能性があり、これらの基準の有用性は医学関係者からは疑問視されている。